# داء الخنازير
الغُدَب أو الخنازيريّ أو داء المِلك (بالإنجليزية: king's evil)‏ أو داء الخنازير (بالإنجليزية: Scrofula)‏ أو التهاب العقد اللمفاوية العنقية السلي (بالإنجليزية: Tuberculous cervical lymphadenitis)‏ أو السَّلَعة أو العقدة الدرنية أو العقدة الخنازيرية أو سلعة عقدة درنية هو نوع من السل يهاجم الغدد اللمفاوية للعنق بصفة خاصة. هذه الأنسجة اللمفاوية تساعد الجسم على مقاومة المرض عن طريق ترشيح البكتيريا والميكروبات الأخرى من الحلق.
ومعظم حالات داء الملك يسببها شرب الحليب غير المبستر من أبقار مصَابة بالدرن. فهذا الحليب يحتوي على بكتيريا السل وعملية البسترة تقتل هذه البكتيريا. وغالبًا لا ينتشر مرض داء الملك في دول يتم فيها بسترة الحليب. ويصيب مرض داء الملك الأطفال الصغار غالبًا. وتصيب بكتيريا الدرن الغدد اللمفاوية في العنق، وتجعلها تتورم.
وقد تتورم الغدد المصابة تدريجيًا لعدة شهور، أو حتى سنوات. وخلال هذه الفترة، لا يشعر معظم مرضى داء الملك بألم أو حمى، وكثير منهم يشعرون بحالة طيبة عمومًا.
وفي الواقع، فإن هذه الأورام قد تنفتح ويخرج منها صديد مما يسبب ألمًا شديدًا في العنق. وبعد أن تشفى الآلام يصبح الجلد ضعيفًا مع ظهور بقع حمراء تتقشر.
ويفرِّق الأطباء بين داء الملك، والأسباب الأخرى لتورم الغدد اللمفاوية، بفحص عينات من النسيج المصاب تحت المجهر، كما أنهم يشخصون داء الملك عن طريق تنمية بكتيريا من العدوى في المعمل. ومعظم حالات داء الملك، يمكن شفاؤها بالعقاقير المضادة للدرن.